# Bataille de Bentonville
Guerre de Sécession
Batailles
Campagne des Carolines
- Rivers' Bridge
- Aiken
- Congaree Creek (en)
- Columbia (en)
- Wyse Fork
- Monroe's Cross Roads
- Averasborough
- Bentonville
- Morrisville (en)
- Bennett Place

La bataille de Bentonville est le dernier combat de la campagne des Carolines, pendant la guerre de Sécession. Il se déroule du 19 au 21 mars 1865, en Caroline du Nord, près de la ville de Four Oaks et se termine sur une victoire de l'armée de l'Union. C'est la dernière bataille opposant les armées du major-général de l'armée de l'Union William T. Sherman et du général Joseph E. Johnston, commandant l'Armée des États confédérés.
Alors que l'aile droite de l'armée de Sherman, sous le commandement du major-général Oliver O. Howard, marche en direction de Goldsboro, l'aile gauche, obéissant aux ordres du major-général H.W. Slocum, se heurte aux hommes retranchés de l'armée de Johnston. Le premier jour de la bataille, les Confédérés attaquent le XIVe corps, mettant deux divisions nordistes en déroute, tandis que le reste de l'armée de Sherman défend ses positions avec succès. Le lendemain, alors que Sherman envoie des renforts sur le champ de bataille, pensant que Johnson va se retirer, des combats sporadiques ont lieu. Le troisième jour, les escarmouches se poursuivent et la division du major-général Joseph A. Mower prend à revers les Confédérés. Ceux-ci parviennent à repousser l'attaque quand Sherman ordonne à Mower de reculer et de rejoindre les lignes nordistes.
Johnston choisit de se retirer du champ de bataille ce soir-là. En raison de la force écrasante de l'ennemi et des lourdes pertes subies par son armée dans la bataille, il se rendra à Sherman un peu plus d'un mois plus tard, à Bennett Place, près de la gare de Durham. S'ajoutant à la reddition du général Robert E. Lee plus tôt en avril, la reddition de Johnston met un terme effectif à la guerre de Sécession.

## Contexte
À la suite de sa marche vers la mer, le major-général William T. Sherman, commandant de la Division militaire du Mississippi, dirige son armée vers le nord en traversant les Carolines. Le général en chef de l'Union, le lieutenant-général Ulysses S. Grant lui a ordonné d'embarquer ses troupes pour les faire parvenir en Virginie afin de l'aider à battre l'armée de Virginie du Nord, mais Sherman l'a convaincu de le laisser traverser les Carolines, d'y couper les lignes de ravitaillement confédérées et d'y semer la destruction. À la fin de l'hiver et au début du printemps 1865, l'armée de Sherman traverse la Caroline du Sud en y appliquant la politique de la terre brûlée. Le 8 mars, les soldats de l'Union pénètrent en Caroline du Nord alors que les unités confédérées tentent de concentrer leurs forces pour attaquer l'ennemi en marche. Sherman divise son commandement en deux parties, une aile gauche (l'armée de Géorgie), obéissant aux ordres du major-général Henry W. Slocum, et une aile droite (l'Armée du Tennessee), sous les ordres du major-général Oliver O. Howard. Les deux ailes marchent séparément vers Goldsboro à partir du 13 mars, personne à l'état-major de l'Union ne s'attendant à une résistance de la part de Johnston.
Le 23 février, le général en chef confédéré, Robert E. Lee, ordonne à Johnston de prendre le commandement de l'Armée du Tennessee et des autres unités confédérées présentes en Caroline, en Géorgie et en Floride, et de « concentrer toutes les forces disponibles et repousser Sherman. » Johnston réussit à rassembler en Caroline du Nord l'Armée du Tennessee, sous les ordres du lieutenant général Alexander P. Steward, la division de l'armée de Virginie du Nord du major-général Robert Hoke, les troupes issues des sections de Caroline du Sud, Géorgie et Floride, rapportant au lieutenant-général William J. Hardee, et la cavalerie au lieutenant-général Wade Hampton. Cette force unifiée est alors baptisée  l'armée du Sud. Les cartes que possèdent les Confédérés indiquent à tort que les deux ailes de l'Union se trouvent à environ 19 km de distance, ce qui signifie qu'il leur faut une journée pour se rejoindre. Johnston va concentrer la totalité de son armée pour s'attaquer à l'aile conduite par Slocum et la détruire afin de les empêcher de rejoindre la seconde colonne nordiste ; l'attaque est prévue « dès que possible après l'aube demain (19 mars) ».

## Combats

Carte de l'avancée de Sherman d'Atlanta à Savannah (marche vers la mer) puis à Goldsboro (campagne des Carolines).

L'attaque confédérée débute le 19 mars, alors que les hommes de Slocum marchent sur la route de Goldsboro (Goldsboro Road), à 2 km au sud de Bentonville. Les rebelles de la division Hoke, sous le commandement de Bragg, se déploie sur l'aile gauche confédérée, face à l'ouest, tandis que les hommes de Stewart se déploient sur l'aile droite confédérée, face au sud. Slocum est alors convaincu qu'il n'a en face de lui que la cavalerie et l'artillerie ennemies, et non pas une armée entière. Sherman estime pour sa part que Johnston, avec la rivière Neuse dans son dos, va refuser le combat. Dans un premier temps, Slocum informe donc simplement Sherman qu'il rencontre une vague résistance près Bentonville et n'a pas besoin d'aide.
Pensant que seule la cavalerie lui fait face, Slocum tente d'écarter les Confédérés en attaquant avec la 1re division du brigadier-général William P. Carlin, soutenue par la 3e division du brigadier-général Absalom Baird, appartenant toutes deux au XIVe corps, mais leur assaut est repoussé. Slocum déploie alors ses divisions sur une ligne de défense, envoyant celle de Carlin sur la gauche, celle de Baird au milieu, la 2e division du brigadier general James D. Morgan sur la droite, et une division du XXe corps en soutien, afin de retarder les Confédérés suffisamment longtemps pour permettre au reste de son aile d'arriver. Aucune de ces divisions - à l'exception de celle de Morgan - ne prend la précaution d'ériger de solides parapets, et elles se trouvent rapidement en difficulté lorsqu'une brèche s'ouvre au milieu de la ligne de l'Union. Les Confédérés de la division de Lafayette McLaws, commandée par Hardee, approchait des positions confédérées au moment où l'Union attaquait. Bragg, préoccupé par la possibilité d'une attaque sur le flanc gauche de Hoke, ordonne à McLaws de déployer ses forces sur le flanc gauche confédéré. Vers midi, Hardee rejoint le camp rebelle avec la division de William B. Taliaferro, qui est déployée derrière l'Armée du Tennessee. Hardee est alors placé à la tête de l'aile droite des forces confédérées.

« ... On aurait dit une photo, vraiment belle avec la distance qui nous séparait... Mais il s'agissait d'un spectacle douloureux de voir à quel point leurs drapeaux de bataille étaient rapprochés, leurs régiments à peine plus importants que des compagnies et une division pas beaucoup plus importante qu'un régiment. »

— Colonel Charles W. Broadfoot, appartenant au 1st North Carolina Junior Reserves, décrivant l'attaque menée par l'armée du Tennessee.
À 15 heures, l'infanterie de l'Armée confédérée du Tennessee lance une attaque, repoussant dans le désordre l'aile gauche de l'Union, parvenant presque à capturer Carlin et envahissant l'hôpital de campagne du XIVe Corps. Les Confédérés, sous les ordres du major-général D.H Hill, remplissent le vide laissé par les Fédéraux en retraite et soumettent les troupes de l'Union encore présentes sur le front à des tirs en enfilade. La division Morgan est presque encerclée et attaquée sur trois côtés, mais les attaques confédérées, mal coordonnées, ne parviennent pas à les chasser de leurs positions. Hardee, utilisant la division Taliaferro et le corps de Bate, issu de l'Armée du Tennessee, attaque les positions de l'Union près de la maison Harper mais ses hommes sont repoussés après plusieurs assauts. McLaws, arrivant sur les lieux après le recul de Taliaferro et Bate, attaque lui aussi, pour être repoussé à son tour. Après un combat acharné, des renforts de l'Union arrivent et mettent fin à l'assaut de Hill. La bataille se poursuit après la tombée du jour, tandis que les Confédérés tentent, en vain, de repousser la ligne de l'Union. Vers minuit, les Confédérés se retirent pour rejoindre leurs positions d'origine et commencèrent à se retrancher.
Lors des attaques de l'après-midi du 19 mars 1865, Slocum a réclamé de l'aide à Sherman. C'est ainsi que l'aile de Howard arrive sur le terrain le 20 mars en fin d'après-midi, se déployant sur le flanc droit de Slocum et prolongeant la ligne de l'Union vers Mill Creek. Johnston répond à l'arrivée de Howard en faisant reculer la division de Hoke pour la placer à angle droit sur le flanc gauche de Steward, et en déployant l'une division de Hardee sur la gauche de Hoke. La cavalerie confédérée protégeait le flanc des rebelles jusqu'à Mill Creek. Ce jour-là, seules de petites échauffourées se produisent. Johnston reste sur le terrain, affirmant qu'il s'attarde pour récupérer ses blessés, dans l'espoir d'inciter Sherman à attaquer à nouveau, comme il l'avait fait à la Kennesaw Mountain.
Le 21 mars, le major-général nordiste Joseph A. Mower, commandant la division située sur le flanc droit de l'Union, demande à son commandant de corps la permission de lancer une « petite reconnaissance » en face de lui, ce qui lui est accordé. Au lieu de cela, Mower lance une attaque en bonne et due règle, envoyant deux brigades sur le flanc gauche des Confédérés qui défendaient Mill Creek Bridge. Les hommes de Mower parviennent à moins d'1,6 km du croisement avant que Sherman leur ordonne sèchement de se replier. Dans ses mémoires, Sherman admettra plus tard que cette décision constituait une erreur et qu'il avait manqué une occasion de mettre fin à la campagne sur le champ, capturant peut-être toute l'armée de Johnston.

## Conséquences
Dans la nuit du 21 mars, Johnston retire ses troupes en leur faisant franchir Mill Creek et en brûlant le pont derrière lui. Il laisse en couverture un détachement de cavalerie. Quand les Nordistes constatent la retraite de l'ennemi, il est trop tard pour lui donner la chasse. Sherman poursuit son avancée sur Goldsboro, où il rejoint les troupes commandées par Terry et Schofield.

« Je ne peux pas faire grand chose de plus que le contrarier. Je suggère avec respect que ce n'est plus une question de savoir s'il vous faut quitter votre position actuelle ; vous devez simplement décider où vous voulez rencontrer Sherman. Je serai à proximité. »

— Joseph Johnston à Robert E. Lee.
Après avoir reposé et ravitaillé ses troupes, Sherman se prépare à poursuivre sa route vers Petersburg (Virginie). Mais la reddition de Lee à Appomattox Court House conduit Johnston à se rendre à Sherman, à Bennett Place (Caroline du Nord), le 26 avril 1865.
Les pertes confédérées de la bataille de Bentonville se montent à 2 600 : 239 tués, 1 694 blessés, et 673 disparus, la moitié des pertes concernant l'Armée du Tennessee. Les Nordistes déplorent quant à eux 194 tués, 1 112 blessés, et 221 disparus, soit un total de 1 527 hommes. Les blessés ont été traités au domicile de John Harper, et certains soldats morts de leurs blessures enterrés dans le cimetière familial des Harper.
Parmi les victimes confédérées des combats figurait le fils de Hardee, Willie, âgé de 16 ans. Hardee lui avait permis, à contrecœur, de rejoindre le 8e de Cavalerie du Texas (Texas Cavalry), quelques heures avant l'attaque de Mower.

## Le champ de bataille aujourd'hui

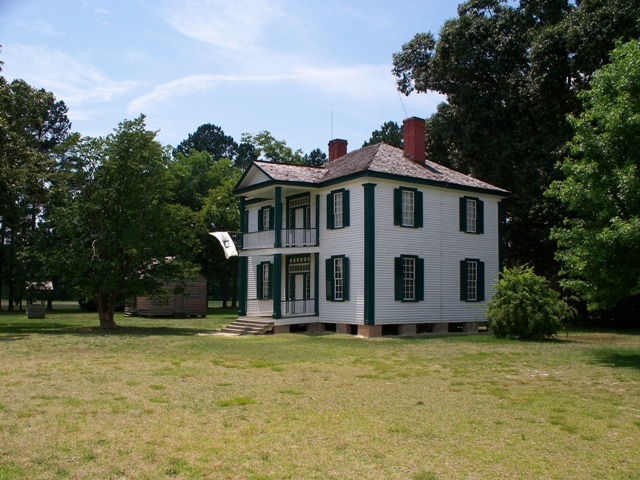
Harper House, construite dans les années 1850, servait d'hôpital de campagne pour l'armée de l'Union lors de la bataille, elle est située près du musée de la bataille de Bentonville (Bentonville Battlefield museum) qui propose d'en visiter l'intérieur.

Le site de la bataille est conservé sous le nom de Bentonville Battlefield (en) et a été déclaré National Historic Landmark en 1996. Le parc, créé en 1965, comprend 130 acres (0,53 km2) du champ de bataille et gère un centre d'accueil à côté de Harper House qui a été restaurée et qui a servi d'hôpital pour les soldats de l'Union au cours de la bataille. La Bentoville Battlefield Historical Association et la Civil War Trust (en) possèdent également quelques parties du champ de bataille ne figurant pas dans le parc d'état, la CWT détenant à elle seule 1 662 acres (6,73 km2).

## Source
- (en) Cet article est partiellement ou en totalité issu de l’article de Wikipédia en anglais intitulé « Battle of Bentonville » (voir la liste des auteurs).